# Carrie Chandler
Carrie Chandler (12 de julio de 1981) es una deportista estadounidense que compitió en judo. Ganó una medalla de oro en el Campeonato Panamericano de Judo de 2005 en la categoría de –52 kg.

## Palmarés internacional
| Campeonato Panamericano | Campeonato Panamericano | Campeonato Panamericano | Campeonato Panamericano |
| Año                     | Lugar                   | Medalla                 | Categoría               |
| ----------------------- | ----------------------- | ----------------------- | ----------------------- |
| 2005                    | Caguas (Puerto Rico)    | Medalla de oro          | –52 kg                  |